# Giuseppe Bonazzi
Giuseppe Bonazzi (Torino, 23 aprile 1932) è un sociologo italiano.

## Biografia
Sociologo, nato a Torino nel 1932, è professore emerito presso l'Università degli Studi di Torino. Nel 1954, fresco di laurea in filosofia, svolge supplenze in alcuni licei cittadini. Nel frattempo si avvicina al movimento operaio ed entra nell'Ufficio Studi della Camera del Lavoro dove effettua le prime “discese sul campo” nel mondo delle fabbriche torinesi. Nel 1957 è assunto come ricercatore presso l'IRES Piemonte. Nel tempo libero compie per suo conto alcune ricerche empiriche, pubblica articoli e libri. Nel 1968, conseguita la libera docenza, ottiene l'incarico di Sociologia dell'Organizzazione presso la Facoltà di Scienze Politiche a Torino. Nel 8999==
vince la cattedra presso la medesima Facoltà e la ricopre fino al 2007 quando esce di ruolo. Negli anni ottanta è chiamato a dirigere l'IRES e vi conduce una ricerca sulla riconversione lavorativa dei cassaintegrati, ma ben presto si dimette per contrasti con la dirigenza politica dell'Istituto. Negli anni novanta è stato Segretario della Sezione Economia Lavoro Organizzazione dell'Associazione Italiana di Sociologia. Ha diretto la Rassegna Italiana di Sociologia (2003-2006) ed è stato Direttore del Dipartimento di Scienze Sociali (2002-2007). Spesso pionieristico nella scelta dei temi di indagine, ha progressivamente orientato i suoi interessi verso la ricerca etnografica, l'antropologia e la scrittura creativa. Negli anni 2011 ha diretto una ricerca con metodo shadowing sulla sicurezza clinica in alcuni ospedali di una grande città nel nord d'Italia. Nel 2015 ha condotto una ricerca su un piccolo campione di parroci indagando sui loro orientamenti teologici, pratiche pastorali e idee sulla Chiesa futura ("La fede dei preti. Un'indagine etnografica", 2016).

### Principali campi di competenza
I suoi principali campi di competenza sono stati:
- la storia delle idee organizzative da Weber e Taylor fino all'attuale dibattito sulle organizzazioni reticolari. Su questi temi ha scritto due libri che sono da molti anni i più adottati sull'argomento nelle università italiane;
- ricerche empiriche sull'organizzazione del lavoro in fabbrica, le condizioni dei lavoratori, le strategie del management. Di particolare rilevanza sono i suoi studi sulla Fiat, che nel loro insieme testimoniano gli epocali cambiamenti avvenuti in mezzo secolo sia nella più grande industria italiana che nei discorsi intorno ad essa: dal primo libro (1964) che esamina gli effetti della repressione vallettiana sulle condotte e gli atteggiamenti operai fino alle pubblicazioni degli anni novanta e oltre, focalizzati sui cambiamenti introdotti con la cosiddetta “fabbrica integrata”, ispirata al modello giapponese di organizzazione produttiva.

Ha anche condotto ricerche su:
- il rapporto tra politici e imprenditori in una provincia del sud d'Italia
- le dinamiche di potere che portano alla creazione di “capri espiatori” nell'Amministrazione Pubblica (una ricerca comparata tra Italia e Francia);
- i diversi stili di leadership nelle organizzazioni complesse;
- la riconversione socio-lavorativa di lavoratori in esubero occupazionale;
- il capitalismo asiatico, con particolare riferimento al caso di Singapore;

In pensione ha partecipato a una ricerca su alcune comunità monastiche; ha soggiornato presso una comunità di indios Yanomami su cui ha scritto un saggio; ha pubblicato la sua autobiografia intellettuale e un libro di racconti (vedi elenco pubblicazioni).

## Periodi di insegnamento e di studio trascorsi all'estero
- 1979: Parigi presso l'EHESS;
- 1983: Oxford presso il Nuffield College;
- 1988: Warwick (G.B.) presso il Dipartimento di Relazioni Industriali;
- 1994: Singapore presso la locale Università, Dipartimento di Management
- 2001/2: Cornell University dove ha tenuto corsi di sociologia dell'Organizzazione presso il Dipartimento di Relazioni Industriali

## Pubblicazioni

### Volumi
- 1964: Alienazione e anomia nella grande industria, Una ricerca sui lavoratori dell'automobile, edizioni Avanti!, Milano
- 1967: Ruoli di comando e gruppi prescrittivi. Teoria e analisi del caso, Giuffrè, Milano.
- 1971: Industria e potere in una provincia meridionale (con A. Bagnasco and S. Casillo) ediz. L'Impresa, Torino
- 1975: In una fabbrica di motori, Feltrinelli, Milano
- 1983: Colpa e potere. Sull'uso politico del Capro Espiatorio, Il Mulino, Bologna
- 1987: L'espulsione tutelata - Processi di riconversione socio-lavorativa degli ex-dipendenti delle grandi fabbriche, IRES Piemonte (a cura di G. Bonazzi)
- 1989: Storia del pensiero organizzativo, edizione F. Angeli Milano (nel 2008: 14ª edizione rivista e aggiornata (tradotto in tedesco e catalano)
- 1993: Il tubo di cristallo. Modello giapponese e fabbrica integrata alla Fiat Auto, Il Mulino, Bologna
- 1996: Lettera da Singapore, ovvero il Terzo Capitalismo, Il Mulino, Bologna
- 1999: Dire fare pensare – Decisioni e creazione di senso nelle organizzazioni. F. Angeli, Milano
- 2000: Sociologia della Fiat-Ricerche e discorsi 1955-1998, .Il Mulino, Bologna
- 2002: Come studiare le organizzazioni, Il Mulino (2008: 4ª edizione, tradotto in inglese)
- 2003: (con Serafino Negrelli) Impresa senza confini –Percorsi, strategie e regolazione dell'outsourcing nel post-fordismo maturo, Franco Angeli, Milano
- 2007: Lampadine socialiste e trappole del capitale. Come diventai sociologo (Il Mulino)

### Principali saggi, interventi e curatele
- 1965 Problemi politici e condizione umana dei funzionari del PCI, Tempi Moderni, num. 22
- 1967 “L'esplicazione dei ruoli di comando”, Quaderni di Sociologia, num. 3
- 1969/70 “Linee di ricerca sullo stato dell'organizzazione in Italia”, RATIO, Atti del Convegno tenuto alla Scuola di Amministrazione Industriale, Università di Torino maggio 1969
- 1972 Il Taylorismo tra strumento del capitale ed utopia tecnocratica, Economia e Lavoro, num. 1.
- 1973 Divisione del lavoro e ruoli di comando in Henri Fayol: una rilettura critica in rapporto al taylorismo, Economia e Lavoro, n.6
- 1973 “Organismi di riforma e resistenze locali: un caso di stravolgimento dei fini organizzativi”, Studi Organizzativi, n.2 (introduzione alla traduzione in italiano del volume di P. Selznick TVA and the Grass Roots)
- 1977 “Informazioni e partecipazione scolastica e civica a Torino”, La ricerca sociale, num. 17/18
- 1978 “Arricchimento del lavoro e tensioni psico-nervose in uno stabilimento meccanico”, Sociologia del lavoro, n. 3
- 1978 Per una sociologia del Capro Espiatorio nelle Organizzazioni Complesse, Studi Organizzativi, num. 3 (pubblicato. anche in francese su Sociologie du Travail, 1980)
- 1979 “Alienazione”, voce per Il Mondo contemporaneo, vol. IX, Politica e Società, La Nuova Italia
- 1979 “Automazione” voce per Il Mondo contemporaneo, vol. IX, Politica e Società, La Nuova Italia
- 1979 “Organizzazione del lavoro” voce per Il Mondo contemporaneo, vol. IX, Politica e Società, La Nuova Italia
- 1981 “Analogie e differenze tra Italia e Francia nei processi di colpevolizzazione simbolica. Le sentenze penali sugli incidenti di lavoro”, Sociologia del lavoro, num. 14
- 1981 “Sull'uso politico della colpa. Storia e risultati di un'indagine comparata sui sistemi politico-amministrativi francese e italiano”, Laboratorio Politico, num. 3
- 1983 “Scapegoating in Complex Organizations”, Organization Studies, num 3
- 1984 “La lotta dei 35 giorni alla Fiat: un'analisi sociologica, Politica ed Economia, num.11
- 1986: “Fenomenologia e analisi organizzativa: i sistemi di senso come criterio tipologico”, Studi organizzativi
- 1986 La cultura degli effetti inattesi, Sociologia e Ricerca Sociale, num.20 (Intervento al Convegno Internazionale su La professionalità scientifica, Roma, CR 20-23 marzo 1985)
- 1989 “Categorie anazionali e specificità nazionali nell'analisi organizzativa”, Studi Organizzativi, num. 1-2 (Relazione presentata al Convegno ELO, Castel Gandolfo 1988)
- 1990 “Lasciare la fabbrica: cassa integrazione e mobilità negli anni ottanta”, in La città dopo Ford, Bollati Boringhieri, Torino (a cura di A. Bagnasco)
- 1992 Lo stato dell'arte nella sociologia economica italiana, in Percorsi della sociologia italiana a cura di Luciano Gallino, F. Angeli, Milano
- 1992 "Modello giapponese, toyotismo, produzione snella: alcune questioni aperte" Quaderni di Sociologia, num.3
- 1993 “La scoperta del modello giapponese nella sociologia occidentale”, Stato e mercato, num. 39 (pubblicato in inglese nel 1995: "Discovering the Japanese Model: Cognitive Processes in European and American Sociology", Research in the Sociology of Organization)
- 1994 “A gentler way to Total Quality? The case of the Integrated Factory at Fiat Auto”, in Global Japanization? (a cura di Tony Elger e Chris Smith), Routledge, London
- 1996 “New Developments in the Debate of the Japanese Model”, Organization, num. 2
- 1996 “Esiste in Asia un terzo capitalismo? Il caso di Singapore “, Economia e Politica Industriale, num. 90
- 1996 “Organizzazione” voce per l'Enciclopedia delle Scienze Sociali, vol.VI, Treccani
- 1997 “Tra tamponamento delle emergenze e miglioramento continuo: capi UTE e tecnologi nella “fabbrica integrata”, Quaderni di Sociologia, n.15 (pubblicato in inglese in Work, Employment and Society, 1998)
- 1998: “La qualità come routine. Creazione di eventi e strategie cooperative alla Fiat Mirafiori”, Rassegna Italiana di Sociologia, n.2
- 1998 “Taylorismo”, voce per l'Enciclopedia delle Scienze Sociali, vol. VI, Treccani
- 2000 “Il mercato in fabbrica: effetti e problemi delle terziarizzazioni in Fiat Auto”, Studi Organizzativi, num.3
- 2001 “Dal Decision Making al Sense Making, dalla verità al senso della verità”, Pluriverso num.2
- 2002 “Sociology of Work and Organizational Studies: the State of the Debate in Italy and Great Britain” (con Valeria Pulignano e Michele La Rosa)[1]
- 2003 To Make or To Sell? The Case of In-.House Outsourcing at Fiat Auto, Organization Studies (con C. Antonelli)
- 2004 “Teorie dell'impresa e ricerca sociologica: prospettive e problemi di un incontro” Rassegna Italiana di Sociologia, num. 2
- 2004 “Etnografia del night club: sesso emozione e stigma nei lavori a luce rossa”, Rassegna Italiana di Sociologia, n. 3
- 2007 “Le credenze religiose come forme di vita: fede, ragione e immaginario di fronte alle ‘domande ultime’" Rassegna Italiana di Sociologia, num. 1,
- 2008 (con Stefania Palmisano) Le nuove comunità religiose: lineamenti per un modello teorico Studi Organizzativi, n. 1
- 2008 Dal laboratorio scientifico al Consiglio di Stato: il diritto amministrativo come fatticcio Etnografia e Ricerca Qualitativa, num.3 (dedicato a Bruno Latour)
- 2010 Il Vangelo e gli sciamani. Una missione cattolica in Amazzonia, Etnografia e ricerca qualitativa, num.3
- 2016 La Fede dei preti- un'indagine etnografica. Postfazione di Roberto Repole, Edizioni Rosenberg&Sellier, Torino

### Opere letterarie
- 1979 pubblica, sotto lo pseudonimo di Lavinia Gruber, un romanzo dal titolo omonimo (Savelli editore). Il romanzo provocò scalpore per il racconto di un doppio incesto.
- 2006 pubblica la sua autobiografia dall'ironico titolo Lampadine socialiste e trappole del capitale. Come diventai sociologo (Il Mulino), dove alterna pagine di vita accademica a pagine di vita privata e famigliare.
- 2010 pubblica Prima dell'alba. Racconti di guerra e di amore (Interlinea editore), dove torna con la memoria a Casale Monferrato, suo luogo di infanzia e di pubertà durante la seconda guerra mondiale.
- 2013 Lectio magistralis. Il tocco e la freccia, Edizioni Aracne romanzo ambientato in una immaginaria università italiana.